# William Koskei
William Koskei (auch Bill Koskei; * 28. Dezember 1947) ist ein ehemaliger ugandisch-kenianischer Hürdenläufer, der sich auf die 400-Meter-Distanz spezialisiert hatte und wegen seiner Sprintstärke auch in der 4-mal-400-Meter-Staffel eingesetzt wurde.
Für Uganda startend gewann er bei den British Commonwealth Games 1970 in Edinburgh Silber über 400 m Hürden.
In derselben Disziplin schied er für Kenia startend bei den Olympischen Spielen 1972 in München im Vorlauf aus und holte Silber bei den Panafrikanischen Spielen 1973 in Lagos.
1974 gewann er bei den British Commonwealth Games in Christchurch Bronze über 400 m Hürden und siegte mit der kenianischen 4-mal-400-Meter-Staffel (mit Charles Asati, Francis Musyoki und Julius Sang). Bei den Commonwealth Games 1978 in Edmonton wurde er Fünfter über 400 m Hürden und verteidigte mit der kenianischen 4-mal-400-Meter-Staffel (mit Washington Njiri, Daniel Kimaiyo und Joel Ngetich) den Titel.

## Persönliche Bestzeiten
- 400 m: 45,74 s, 20. Januar 1974, Christchurch
- 400 m Hürden: 49,34 s, 29. Januar 1974, Christchurch (handgestoppt: 49,0 s, 27. Mai 1972, Nairobi)